# Kirill Konsztantyinovics Andrejev
Kirill Konsztantyinovics Andrejev (Кирилл Константинович Андреев, Moszkva, 1906. január 16. – Moszkva, 1968. május 1.) orosz író, kritikus, esszéíró.

## Élete
A rosztovi reáliskola elvégzése után a moszkvai elektrotechnikai intézet hallgatója lett, de tanulmányait a harmadik évfolyam befejezése után megszakította. Ezután néhány éven át a moszkvai Geológiai Kutató Főiskolán géptant tanított. Már egész fiatalon verseket írt, csatlakozott a Союз приблизительно равных (Közel Egyenlők Szövetsége, ESZPERO) csoporthoz, amelyet a költő Georgij Oboldujev alapított.  
Első költeménye 1927-ben jelent meg. Közvetlenül a háború előtt a Детская литература, gyermekkönyvkiadónál tevékenykedett, valamit a rádióban gyermekműsorokat szerkesztett. A háború alatt 1941 májusáig a moszkvai Elektromechanikai Kutatóintézet munkatársa volt. 1941 novemberében behívták katonának, gyalogoskiképzés után hadnagyi rangot kapott. 1943-ban részt vett a kurszki csatában. 1944. május 5-én áthelyezték a Молодая гвардия (Ifjú Gárda) kiadóba. 
A háború után érdeklődése a tudományos-fantasztikus irodalom felé fordult, támogatta a feltörekvő fiatal szovjet írókat. Néhány dokumentumfilm készítésében is közreműködött, ezek közül megemlítendő a Три жизни Жюля Верна (Jules Verne három élete, 1956, 1957, 1960) című háromrészes munka. Kötetei közül legmaradandóbb az Искатели приключений (Kalandorok, 1968), amelyben esszéket közöl Robert Louis Stevensonról, Arthur Conan Doyle-ról és másokról.
Kétszer házasodott, első feleségétől elvált, a másodiktól két leánya és egy fia született. Magyar nyelven a Galaktika közölte néhány elméleti írását.

## Munkái
- Искатели приключений (Дет. лит., 1968)
- Три жизни Жюля Верна (Мол. гвардия, 1956)
- Бег времени (Фантастика, 1963)
- Будем ли мы такими? (Огонек, 1953)
- Жюль Верн (Художеств. лит., 1954)
- Завтрашний день наступит (Новый мир, 1952)
- Книги о будущем обществе (Детгиз, 1961)
- Мир завтрашнего дня (Новый мир, 1959)

## Külső hivatkozások
- Az orosz Wikidézet Kirill Andrejev-oldala